# Список врагов Флэша

Это список персонажей Вселенной DC, которые стали противниками супергероя Флэша

## Злодеи Золотого века
Злодеи Золотого века были врагами первого Флэша, Джея Гаррика, и впоследствии, после дебюта второго Флэша, были показаны в качестве жителей Земли-2.

### Клиффорд ДеВо (Мыслитель)
Клиффорд ДеВо (англ. Clifford DeVoe) был адвокатом-неудачником, с позором закончившим свою карьеру в 1933 году. После этого, поняв, что многие преступники, управлявшие преступным миром больше опирались на опыт, чем на мозги, он начал новую карьеру в качестве «мозга» операций, проворачиваемых мелкими преступниками. Взяв себе псевдоним Мыслитель (англ.  Thinker), он вскоре был побеждён оригинальным Флэшем, который и стал его основным врагом. Характерной чертой Мыслителя является регулярный поиск научных приспособлений, которые бы он мог использовать в своей преступной деятельности; одним из таких приспособлений стала «Мыслительный шлем» (англ.  Thinking Cap), металлическая шляпа, предназначенная для фокусирования силы мысли. За годы своей карьеры Мыслитель использовал это устройство неоднократно.
Мыслитель также был членом-основателем Мирового Общества Несправедливости, в качестве которого ему удалось поймать Флэша.
Впоследствии для полного прощения своих преступлений он принял участие в миссии Отряда Самоубийц. Несмотря на то, что он во время миссии был убит Лаской, позднее оказывается жив, но опять же умирает, на этот раз от рака, вызванного излучением «Мыслительного шлема». Его основной враг, Флэш, пытался спасти его, но ДеВо предпочёл покоиться с миром.
Несмотря на то, что Клиффорд умер, наследие его преступной деятельности заметно в других персонажах, носивших этот псевдоним.

### Конкурент
Доктор Эдвард Клэрисс, он же Конкурент, является одним из злодеев Золотого века и представляет собой более тёмную и злую версию Флэша Золотого века, Джея Гаррика. В обычной жизни доктор Клэрисс преподаёт в университете, где учится Джей Гаррик, но в то же время он стремится получить суперскорость. Он разработал формулу «Скорость 9», которая даёт ему временные способности, благодаря чему он стал известным суперзлодеем, взяв себе имя «Конкурент»

### Мрак
Мрак (англ.  Shade, настоящее имя — Ричард Свифт (англ. Richard Swift)) — суперзлодей, а впоследствии супергерой, комиксов издательства DC Comics. Был создан в 1940-х для издательства National Comics (предшественника DC) и первоначально появился на страницах комиксов о Флэшe, в сюжетной арке под названием «Человек, который управлял ночью» (англ.  The Man Who Commanded the Night, сценаристом которой стал Гарднер Фокс, а художником — Хэл Шарп. Дебютировав в качестве злодея, Мрак стал известен прежде всего тем, что боролся против двух поколений супергероев, в первую очередь — против Флэша Золотого века и Флэша Серебряного века. Он, в конце концов, стал наставником Джека Найта, сына супергероя Стармена, одного из тех, с кем также боролся.
Несмотря на то, что первоначально Мрак был персонажем комиксов Золотого века и представлял собой вора, который с помощью своей трости мог управлять тенями, он был снова возрождён в 1994 году уже в качестве нравственно неоднозначного бессмертного существа из Викторианской эпохи, которое получило своё бессмертие и способность управлять тенями в результате неизвестного события мистического характера.
В 2009 году Мрак занял 89 место в списке «100 Величайших злодеев всех времен» по версии IGN.

### Роза и Шип
Роза и Шип (англ.  Rose and Thorn)- имя двух персонажей Золотого века комиксов DC. Первая «Роза и Шип» (точнее, просто Шип (англ.  Thorn), настоящее имя — Роуз Кентон (англ. Rose Canton) страдала раздвоением личности, а её второе, злое, «я» обладало способностью управлять растениями. Она и нанятые ею головорезы выступили против Флэша. Избавившись (очевидно) в процессе лечения от личности Шипа, Роуз вышла замуж за Зеленого Фонаря Алана Скотта, вместе с которым растила двух детей, Дженни-Линн Хэйден и Тодда Джеймса Райса. После всплеска безумия она покончила жизнь самоубийством.
Годы спустя появилась вторая Роза и Шип, её настоящее имя Розин Форрест (англ. Rhosyn Forrest).(до событий Кризиса на Бесконечных Землях предполагалось, что Роуз Кентон жила на Земле-2, где и все герои и злодеи Золотого века, а Розин Форест является жителем Земли-1; подробнее смотри статью Мультивселенная (DC Comics)).

### Скрипач
Скрипач (англ.  Fiddler, настоящее имя — Исаак Боуин) впервые появился в серии комиксов All-Flash #32 (декабрь 1947/январь 1948).В качестве его способностей было показано использование скрипи, на которой злодей играл различные мелодии, имеющие гипнотический эффект или наносящие предметам повреждения, или создающие барьеры, что активно используется Скрипачом для совершения преступлений. История Скрипача имеет некоторые несоответствия из-за событий Кризиса на бесконечных Землях. Докризисная история представляет Скрипача как уличного вора, которого арестовали индийские правоохранительные органы и отправили в тюрьму, где юный Исаак познакомился с факиром. Этот факир, являясь заклинателем змей, научил его «мистическому искусству» индийской музыки. В течение пяти лет он познавал секреты факира и сделал грубую скрипку из того, что мог найти в тюрьме. После заявления факира о том, что ученик превзошёл учителя Скрипач загипнотизировал охранников и те открыли камеры, выпустив их на свободу. Тогда в первую очередь он убил факира и того самого продавца, из-за которого его арестовали. После кризиса история несколько изменилась: Исаак Боуин стал сыном богатых родителей, британских аристократов, с тягой к путешествиям. Но когда он остался без денег, то обернулся к воровству, чтобы добывать себе пропитания. В итоге он опять же был арестован индийскими правоохранительными органами и помещён в тюрьму. Далее его история практически совпадает с докризисной.
Позднее Скрипач станет повторяющимся злодеем и врагом Флэша Золотого века. Также в кроссовере «Флэш двух миров» (англ.  Flash of Two Worlds), он объединится с Думателем и Шейдом. Также его можно заметить среди членов второго воплощения Общества Несправедливости Америки. Несмотря на это он стал одним из незначительных персонажей комиксов, от которых избавился Дэдшот после того, как присоединился к Секретной Шестерке в серии Villains United.
Вне основного канона Вселенной DC, он появился в 8-м выпуске комикса-продолжения мультсериала «Лига Справедливости без границ», а также имел камео в 15-м выпуске комикса-продолжения мультсериала «Бэтмен: Отважный и смелый»

### Тряпичная кукла
Тряпичная кукла (англ. Rag Doll) — прозвище нескольких суперзлодеев из вселенной комиксов DC Comics, один из противников Флэша, Бэтмена и Стармена. Впервые появился в период Золотого века комиксов, в выпуске Flash Comics #36 (декабрь 1942), где в своей преступной деятельности противостоял Флэшу Золотого века. В серии комиксов о Стармене писатель Джеймс Робинсон возродил персонажа и дал ему более тёмные облик и происхождение.
Самый известный Тряпичная кукла, Питер Меркель, сражался против Флэша Золотого века. В прошлом акробат и танцор с небольшого карнавала, Меркель использовал свою аномалию (гипермобильность суставов), чтобы совершать преступления. Первоначально он имел успех в криминальных кругах, но после переезда в Кистоун-сити, где на самом крупном мероприятии (кража оборонных облигаций на миллионы долларов) он сталкивается с Флэшем и проигрывает ему, попав в городскую тюрьму.

## Злодеи Серебряного века
Все злодеи Серебряного века комиксов являются жителями Земли-1 и впервые появились как враги второго Флэша, Барри Аллена, а впоследствии и его преемников: Уолли Уэста и Барта Аллена. Серебряный век — период в истории комиксов, во время которого несколько врагов Флэша были объединены в команду, Негодяев. Первоначально враги Флэша объединились на недолгое время, чтобы совместно одолеть супергероя, но впоследствии это объединение превратилось в полноценную команду, каждый член которой, как правило, не совершает преступление без поддержки остальных. Оригинальная восьмёрка Негодяев включала Капитана Холода, Магистра Зеркал, Тепловую Волну, Погодного Волшебника, Трикстера, Крысолова, Волчка и Капитана Бумеранга. Современное воплощение Негодяев состоит из Капитана Холода, Погодного Волшебника, Тепловой Волны, второго Магистра Зеркал и нового Трикстера.

### Абра Кадабра
Абра Кадабра (англ.  Abra Kadabra, настоящее имя — Абхараракадхарарбаракх (англ. Abhararakadhararbarakh), что значит «Гражданин Абра») — суперзлодей из комиксов издательства DC Comics и один из врагов Флэша. Персонаж впервые появился в выпуске Flash #128 (May 1962) и был создан сценаристом Джоном Брумом и художником Кармайном Инфантино. Абра Кадабро родом из LXIV века, когда развитие науки и техники вызвало моральное устаревание профессии артиста-фокусника. Однако заниматься именно этим является мечтой всей его жизни. Поэтому Кадабра возвращается назад во времени, чтобы найти себе аудиторию. Абра Кадабра — влиятельный волшебник и он может сотворить что угодно на любой срок. Первоначально его силы представляли собой достижения науки и техники LXIV века, умело замаскированные сверхъестественной атрибутикой и для жителей XX века выглядящие подобно магии. Впоследствии, после того, как Абра Кадабра заключил сделку с Нероном, его силы были увеличены и стали включать истинные способности к магии и колдовству.

### Альберт Дезмонд/Элвин Дезмонд
Альберт Дезмонд (англ.  Albert Desmond) — персонаж, созданный Джоном Брумом и Кармайном Инфантино. Его дебют состоялся в выпуске Showcase #13 (апрель 1958), где он взял себе псевдоним «Господин Элемент» (англ. Mister Element). Однако наиболее часто он скрывался под другим псевдонимом, Доктор Алхимия (англ.  Doctor Alchemy), и впервые использовал его в выпуске Showcase #14 (июнь 1958).
Согласно сюжету основного повествования Альберт Дезмонд страдает от расщепления личности: в его теле существуют независимо друг от друга законопослушный гражданин и индивидуум с преступными наклонностями. Под влиянием своей тёмной половины Альберт Дезмонд использует свои познания в химии, чтобы, скрывшись за маской Господина Элемента, создавать особые приспособления — пуленепробиваемый кремний для защиты автомобилей и даже новый химический элемент, Элементо, представляющий собой магнитное излучение, при помощи которого он отправил Флэша в космос. Будучи пойманным после своего первого столкновения с Флэшем, он был помещён в одну камеру с неизвестным, от которого узнаёт о существовании философского камня. В конце концов он сбегает, находит камень и, используя его возможности превращать один элемент в другой, заново начал преступную карьеру, но уже в качестве Доктора Алхимия.
Впоследствии он постоянно применяет оба псевдонима, но все же предпочтение отдаёт личности Доктора Алхимия. В конце концов, снова возвращается «я», принадлежащее законопослушному гражданину, и он, оставив преступную жизнь, прячет Философский камень. Вскоре после того, как он узнаёт о появлении нового Доктора Алхимия, он понимает, что под маской преступника скрывается его брат-близнец, Элвин Дезмонд (англ. Alvin Desmond), с которым у Альберта имеется психическая связь. Эта часть биографии персонажа подверглась пересмотру, в результате чего «Элвином» стал называться конструкт, созданный Философским камнем под влиянием преступного «я» Альберта. Когда «Элвин» вступил в бой с Альбертом и проиграл ему, Альберт Дезмонд снова становится Доктором Алхимия.
Пока биография Альберта Дезмонда представляла собой череду преступлений и отсидок в тюрьме, имело место использование его оборудование другими злодеями. Доктор Кёртис Энгстром использовал Философский камень в своей преступной деятельности как Алхимика, а Александр Петров надел маску Господина Элемента.
Как Господин Элемент, Альберт Дезмонд использовал оружие, которое затрагивало молекулярную структуру вещества. Будучи Доктором Алхимия, он использовал Философский камень, которым когда-то обладал волшебник Мерлин. При помощью этого можно превратить элемент в любой другой и обратно. Также Доктор Алхимия может управлять Философским камнем на расстоянии, используя телекинез.
Первое появление Доктора Алхимии на телевидении состоялось в третьем сезоне телесериала 2014 года «Флэш». В сериале его полное имя Джуллиан Альберт Дезмонд (роль исполняет Том Фелтон), он англичанин и у него когда-то была сестра, которая умерла задолго до событий сериала. Однажды он увидел её призрак, который попросил его снарядить экспедицию в Индию и найти некий артефакт, который позволит сестре Джуллиана воскреснуть, и он следует её указание. В результате он находит Философский камень, а также освобождает Савитара из заточения и становится его медиумом. Философский камень позволяет наделять обычных людей сверх-способностями, в частности теми, которыми они могли обладать во Флэшпоинте. Спустя несколько лет перебирается в Централ-сити, где становится судмедэкспертом, специализирующемся на преступлениях, совершённых мета-людьми. Как Доктор Алхимия (сам он называет себя просто Алхимия, голос — Тобин Белл) он подчиняется Савитару, сам того не подозревая, и становится одним из врагов Флэша. Впоследствии, спрятав Философский камень обратно в шкатулку, Флэшу удаётся освободить Джуллиана от влияния Савитара.

### Волчок
Волчок (англ. The Top), он же Роско Нейл Диллон (англ.  Roscoe Neyle Dillon) — суперзлодей комиксов издательства DC Comics. Впервые появился в выпуске The Flash #122 (август 1961) и был создан сценаристом комиксов Джоном Брумом и художником Кармайном Инфантино. Роско Диллон — мелкий вор, который превратил свою детскую одержимость волчками в личность преступника. Роско самостоятельно обучался тому, как вращаться достаточно быстро, чтобы уклониться от пуль и совершить другие полезные действия. Вскоре он обнаружил, что вращение также увеличило и его интеллект, позволив ему создать множество специальных волчков. Также его сознание способно влиять на других людей (так, например, он повлиял На Негодяев, заставив их исправиться, хотя потом отменил это влияние), а также продолжать существовать, даже если тело умрёт, и захватывать тела других людей, при условии если они находятся без сознания, в коме или просто не контролируют тело. После перезапуска Вселенной DC у него другие способности: будучи поглощенным Силой Скорости долгое время, он взял псевдоним Турбина , но прежде обрёл способность управлять ветром и создавать червоточины, через которые люди и объекты поглощаются Силой Скорости.

### Золотой Глайдер
Золотой Глайдер (англ. The Golden Glider) — суперзлодейка комиксов издательства DC Comics, сестра Капитана Холода и враг супергероя Флэша. Она впервые появилась в выпуске Flash #250 (июнь 1977). Лиза Снарт — фигуристка, выступающая под псевдонимом Лиза Стар, помощь в карьере которой оказал её тренер и возлюбленный, Волчок, враг Флэша Барри Аллена, умерший из-за осложнений, вызванных сражением с Алым спидстером. Разъяренная его смертью, Лиза клянётся отомстить. Она надевает оранжевый костюм конькобежца, маску и коньки, сами создающие себе лёд, что позволило ей ловко маневрировать в воздухе. Золотой Глайдер ищет мести у Флэша Серебряного века в течение нескольких лет. В своих преступлениях она часто объединяется со своим братом, который постоянно её опекает. Лиза была убита в выпуске Flash vol.2 #113 (май 1996) своим напарником, который носил псевдоним Хладблэйн (англ. Chillblaine) и которому она дала точную копию ледяного оружия её брата. Хладблэйн — более умный, хладнокровный и безжалостный, чем его предшественники — убил Лизу,. С тех пор её смерть постоянный повод для её брата искать мести и грустить. В непрерывности The New 52 Золотой Глайдер имеет способности мета-человека, которые она получила во время неудачного эксперимента по попытке слить злодеев с их собственным оружием (этот эксперимент закончился взрывом, и в результате она, Капитан Холод, Тепловая Волна, Погодный Волшебник, Магистр Зеркал получили свои сверхспособности, но при этом наблюдались очень скверные побочные эффекты, связанные с ними). Однако за это она заплатила тем, что вынуждена существовать в астральной форме, которая тем не менее имеет свои плюсы: она может летать, перемещаться на сверхскоростях, а также имеет похожие на ленточки гимнасток отростки, которые могут рассечь и убить противника во время атаки.

### Капитан Холод
Капитан Холод (англ. Captain Cold), настоящее имя Леонард Снарт (англ. Leonard Snart) — суперзлодей Вселенной DC. Он был создан Джоном Брумом и Кармайном Инфантино как один из врагов Флэша. Он является лидером команды Негодяев. Капитан Холод служит в качестве заклятого врага Флэша Серебряного века Барри Аллена, врага, а иногда друга, третьего Флэша, Уолли Уэста, и является одним из убийц четвёртого, Барта Аллена.
Капитан Холод стал первым суперзлодеем, с которым столкнулся Флэш во время событий выпуска Showcase #8 (июнь 1957)
Капитан Холод № 27 в списке 100 самых лучших комиксных злодеев по версии IGN..
Леонард Снарт сбежал от грубого и жестокого отца и нашёл убежище у своего деда, который работал водителем рефрижератора. Когда дед умер, Леонард решил стать преступником и присоединился к группе грабителей. Каждому члену группы был выдан пистолет и тёмные очки, чтобы защитить свои глаза от вспышек выстрелов. Эти тёмные очки позже станут частью его фирменного костюма. Впоследствии Леонард прикрепит к ним радиоантенну, которая принимает полицейские частоты, чтобы контролировать расположение сил правопорядка в округе. После того как Снарт и другие бандиты были захвачены Флэшем и заключены в тюрьму, Леонард решил начать сольную преступную карьеру, но при этом осознавал, что должен был что-то сделать с местным героем, Флэшем.
Снарт прочёл статью в которой высказывалось предположение, что выбросы энергии циклотрона способны противостоять скорости Флэша. Он создал оружие для использования этой силы, после чего ворвался в лабораторию, чтобы использовать циклотрон для зарядки своих экспериментальных пистолетов. Когда он заканчивал свой опыт, охранник обнаружил Снарта. Намереваясь использовать своё оружие только чтобы напугать охранника, он случайно нажал на спусковой крючок и обнаружил, что оружие действует таким образом, которого он никак не ожидал. Влага в воздухе вокруг охранника мгновенно замерзла. Заинтригованный этим, Снарт надел парку и вышеупомянутые тёмные очки и объявил себя Капитаном Холодом — повелителем абсолютного нуля.

### Крысолов
Крысолов (англ. Pied Piper, рус. Гамельнский крысолов), также известный как Дудочник (англ. Piper) — суперзлодей, а позже супергерой комиксов издательства DC Comics. Впервые появился в выпуске The Flash #106 (май 1959). Хартли Ратэвэй (англ. Hartley Rathaway) родился совершенно глухим, поэтому его богатый отец профинансировал создание технологических протезов, представляющих собой ушные имплантаты, чтобы его сын смог слышать (позже выяснилось, что имплантаты созданы доктором Уиллом Магнусом). Это привело к тому, что мальчик с детства стал одержим звуками и музыкой. Экспериментируя со звуковой технологией, Ратэвэй в итоге создал разновидность гипноза при помощи музыки, а также открыл колебания, которые могут убить. Гений в области звуковых технологий, Ратэвэй к шестнадцати годам собрал себе флейту для манипуляции звуком, способную загипнотизировать любого, кто её услышит хоть чуть-чуть. Когда ему наскучил его образ жизни, он стал преступником по прозвищу Крысолов и часто сталкивался с Барри Алленом, вторым Флэшем. Оправившись от «промывки мозгов» Волчок сообщил, что когда был героем, использовал свои способности, чтобы повлиять на других Негодяев и заставив некоторых из них исправиться. Среди этих исправившихся был и Крысолов. Пока исправившиеся Негодяи гнались за теми своими товарищами, которые остались злодеями, Волчок отменил своё влияние, которое привело к исправлению, и Негодяи постепенно вернулись к преступной жизни. Во время стычки с Дудочником Уолли снял маску, в результате чего на Хартли хлынули воспоминания о дружбе с Уолли и его семьёй, и он потерял сознание. Когда он очнулся, казалось он был тем собой, который был другом Уолли. Также он может использовать для манипуляций звуками все, что издаёт мелодичные звуки, в том числе нажатия клавиш телефона и свист травинки на ветру. Согласно Десааду сила Ратэвэя основана на манипуляцией Уравнением Анти-Жизни. Также Ратэвэй может использовать устройства, усиливающие звук, чтобы разрушить что-нибудь или защитить себя.

### Магистр Зеркал (Сэм Скаддер)
Сэм Скаддер (англ. Sam Scudder), также известный как Магистр Зеркал — суперзлодей комиксов издательства DC Comics, первое появление которого состоялось в выпуске Flash #105 (March 1959). Первый из известных злодеев, кто носил этот псевдоним. Персонаж создан Джоном Брумом и Камайном Инфантино и являлся частью команды, известной как Негодяи.
Первоначально Сэм Скаддер был самым обычным преступником. Работая в тюремном цехе, он случайно создал зеркало, которое могло удерживать отражение объекта некоторое время после того, как тот покинет зону отражения. После этого Сэм загорелся идеей найти способ проникнуть за зеркало. Экспериментируя в зале зеркал, Сэм Скаддер прошёл сквозь собственное отражение. Он использовал эту способность, чтобы стать преступником по прозвищу «Магистр Зеркал» и стал постоянным врагом Флэша. Также он присоединился к команде Негодяев, собранной Капитаном Холодом. Сэм Скаддер погиб вместе с Сосулькой во время Кризиса на бесконечных Землях. После его смерти его «наследие» поочерёдно приняли Диггер Харкнес (ранее использовавший личность Капитана Бумеранга и Эван МакКаллох.
Как и все злодеи, носившие псевдоним Магистра Зеркал, Сэм Скаддер использовал зеркала, которые могли делать фантастические вещи: оказывать гипнотическое влияние, делать объекты невидимыми, создавать голографические изображения, осуществлять физические трансформации, налаживать связь на близких и дальних расстояниях и становиться порталами в другие измерения (включая параллельные вселенные и планы существования).

### Погодный Волшебник
Погодный волшебник (англ. Weather Wizard), также встречаются переводы: Погодный маг — псевдоним суперзлодея Марка Мардона, персонажа комиксов издательства DC Comics. Изображается, как правило, врагом супергероя Флэша. Дебютировал в выпуске The Flash #110 (декабрь 1959). Сбежав из тюремного транспорта через окно, Марк Мардон явился в дом своего брата и нашёл того мёртвым. Брат Мардона, Клайд, был учёным, который недавно открыл метод управления погодой, но умер от сердечного приступа (хотя недавние доказательства опровергают это, указывая на Марка Мардона как на убийцу. Также говорится, что он лгал или блокировал память насчёт местонахождения его тела). Марк использовал заметки Клайда, чтобы создать волшебную палочку, управляющую погодой, и начал карьеру преступника как Погодный Волшебник. Первоначально Погодный Волшебник использовал Погодную палочку, чтобы управлять погодными явлениями. С её помощью он мог воспроизводить снежные бури, удары молнии, летать при помощи ветра, вызывать туман и ураганы. По сути, Погодный Волшебник может вызвать любое погодное явление, какое можно представить, в том числе и торнадо. Позднее Инерция уничтожил Погодную палочку и при помощи медицины XXX века восстановил память Погодного Волшебника, позволив тому управлять погодой силой мысли. Он также показал весьма ограниченный контроль над магнитными полями. В реальности The New 52 показано, что Мардон вернулся к использованию Погодной палочки, но устройство свело его с ума, вызвав, вследствие неудачного эксперимента, продолжительную депрессию

### Профессор Зум
Профессор Зум (англ. Professor Zoom) — суперзлодей комиксов компании DC Comics, созданный писателем Джоном Брумом и художником Кармайном Инфантино. Впервые появился в The Flash #139 (сентябрь 1963 года). Известен как главный враг второго Флэша, Барри Аллена.
Согласно вселенной DC, Эобард Тоун родился в XXV веке и был большим фанатом супергероя из XX века Флэша. Став учёным, он изобрёл электрохимическую ванну, подобную той, что когда-то дала способности первому Флэшу, и получил их, изобретя также машину времени, чтобы отправиться в XX век и встретиться со своим кумиром. Но в ходе путешествия во времени его разум повредился, и он стал считать самого себя Барри Алленом, а настоящего Аллена — самозванцем. В ходе сражения Флэш победил его и отправил в будущее, стерев заодно ему память. Однако в будущем Тоун отыскал капсулу времени с костюмом Флэша времён Серебряного века и с помощью изобретённой им машины наделил этот костюм способностью даровать сверхчеловеческую скорость тому, кто его носит; одновременно с этим машина изменила цвета костюма: сам он стал жёлтого цвета, а эмблема молнии на нём — красной. После этого он назвался Профессором Зумом и стал преступником, но был вновь побеждён Флэшем, явившимся в будущее. Стремясь отомстить, Тоун вернулся в прошлое и стал одним из главных врагов Флэша.
Способности Профессора Зума аналогичны способностям Флэша: он может бегать со скоростью света, в том числе перемещаться по воде, создавать мощные вихри сверхбыстрыми движениями своих рук и так далее.

### Тепловая Волна
Тепловая Волна (англ. Heat Wave) — псевдоним суперзлодея комиксов издательства DC Comics Мика Рори. Персонаж был создан Джоном Брумом и Кармайном Инфантино и впервые появился в выпуске Flash #140 (ноябрь 1963). Тепловая Волна стал одним из тех злодеев, которые сражались с Флэшем Серебряного века и вошли в первый состав команды Негодяи.
Мик Рори родился на ферме недалеко от Централ-сити и с детства был очарован огнём. Позже это вылилось в одержимость и привело к тому, что он поджёг свой дом и смотрел как пламя охватывает весь дом и сжигает его близких. После этого события он переехал жить к дяде. В школе над ним издевались. а один хулиган даже запер Мика в морозильнике для мяса во время производственной практики. С тех пор у Мика наблюдаются симптомы криофобии (боязнь холода и всего холодного). После того, как Мик отомстил хулигану, заперев в горящем доме, он решает наняться в цирк пожирателем огня. Однако это ему не удаётся, так как из-за своей одержимости огнём (пиромании), он поджёг весь цирк. В конце концов, наблюдая за действиями формирующейся команды Негодяев, он решил использовать свою пироманию для совершения преступлений. Надев костюм из асбеста (позже это было отвергнуто из-за вредоносных свойств этого материала), сконструировал огнемёт размером с пистолет и стал одним из преступников, не раз столкнувшись с Флэшем. Первоначально он невзлюбил Капитана Холода из-за своей криофобии, но потом, по иронии судьбы, им пришлось объединиться против Флэша, что привело к их дальнейшему регулярному сотрудничеству.
Как и многие Негодяи Тепловая Волна не обладает какими-либо сверхчеловеческими возможностями и использует техническое оснащение для совершения преступлений. После перезапуска Вселенной DC в рамках проекта The New 52 это было пересмотрено и тепловая Волна стал участником эксперимента по наделению Негодяев сверхсилами на основе их оружия. Эксперимент закончился взрывом, в результате чего каждый Негодяй получил сверхсилы. а вместе с ними и основанные на них побочные эффекты. В итоге Мик рори владел пирокинезом, но порождаемый им огонь сжигал тело самого Мика.

### Трикстер (Джеймс Джесси)
Трикстер (англ. Trickster), также Трюкач — суперзлодей комиксов издательства DC Comics. Первым, кто скрывался под личиной Трикстера, был циркач по имени Джеймс Джесси. Данный персонаж был создан Джоном Брумом и Кармайном Инфантино и появился в выпуске Flash (1-я серия) #113 (июнь-июль 1960). Злодей долгое время входил в состав команды Негодяев.
Это воплощение Трикстера было по большей части шутником и мошенником, любимым занятием которого было пакостить своим врагам, вроде Флэша. На самом деле «Джеймс Джесси» является сценическим псевдонимом (имя, данное при рождении — Джованни Джузеппе), которое он использует для цирковых представлений. Как и известный преступник со схожим именем (Джесси Джеймс), Джесси решает стать циркачом-преступником. Он изобретает специальные ботинки, при помощи которых можно ходить по воздуху и использует их для продвижения карьеры акробата (его семья была акробатами), но после все же начал преступную карьеру. В связи с этим неоднократно сталкивался с Флэшем.
Джеймс Джесси не обладает какими-либо сверхсилами, но за долгое время он создал много шуточного оборудования: зудящий порошок, картофельные бомбы, взрывающиеся резиновые цыплята и йо-йо, стреляющие леденцы и другие шуточные, но довольно опасные трюки. Также у Джесси есть его воздухоходные ботинки, при помощи которых можно бежать по воздуху без перерыва до 10 часов.

## Злодеи Современного века
Кроме Негодяев, за прошедшие годы были созданы и другие злодеи, которые противостояли Флэшу. Для многих из них стал дебютным спецвыпуск Flash: Iron Heights. Некоторые из этой «новой породы», как их называла команда Негодяев, создали свою собственную команду, Новых Негодяев, которую возглавила Блэксмит. Новые Негодяи стремились оставить Флэша без союзников, устраняя их одного за другим, пока, в конце концов, супергерой не был вынужден сражаться с ними в одиночку, однако победа, так или иначе, всегда оставалась за Флэшем. Эта команда не имеет никакого отношения к современному составу Негодяев, которые даже включая современные версии старых злодеев, все ещё остаются командой Серебряного века. Так, новые преступники, надевшие маски Магистра Зеркал и Трикстера, являются членами нового состава Негодяев.

### Александр Петров
Александр Петров (англ. Alexander Petrov) — персонаж, созданный Джеффом Джонсом и Альберто Дозе. Первое появление персонажа произошло в выпуске The Flash vol. 2, #202 (ноябрь 2003).
В каноне Вселенной DC, Александр Петров являлся судмедэкспертом, работающим на Полицейское Управление Кистоун-сити. Чтобы продвинуться по карьерной лестнице, он использовал оружие Альберта Дезмонда, которое тот создал, будучи Господином Элементом (англ. Mister Element), чтобы заморозить одного из лаборантов. Петров получил повышение и занял место этого лаборанта, а также обнаружил, что приток адреналина во время убийства доставляет ему удовольствие. Он продолжил устранять работников отдела и всех, кто угрожает его положению, при каждом убийстве используя оружие Господина Элемента и основанные на заморозке эффекты. Эти эффекты, а также своё высокое положение — на тот момент он уже был главой отдела судмедэкспертизы — он использовал чтобы подставить Капитана Холода. Его план провалился, когда профайлер Эшли Золомон вошла в его офис как раз, когда он надевал маску. Флэш мешает Пёрику устранить свидетеля, а Капитан Холод мешает Флэшу арестовать Пёрика и убивает нового Господина Элемента за нарушения основного «кодекса чести» Негодяев — совершая преступления, не сваливать вину на других Негодяев.

### Балка
Балка — псевдоним суперзлодея Тони Вудварда. Персонаж был создан Джеффом Джонсом и Итаном Ван Сивером и впервые появился в спецвыпуске Flash: Iron Heights (2001)
В основном каноне Вселенной DC Тони Вудвард работал на сталеплавильном заводе, где поднял бунт, напав на сотрудницу. Во время бунта он упал в чан, в котором располагалась смесь расплавленной стали и металлических отходов от экспериментов Лаборатории СТАР. В результате его тело преобразовалось в живое железо, он приобрёл сверхчеловеческие силу и выносливость, а его единственной слабостью стала ржавчина. Взяв имя «Балка», он в конечном счёте попадает в Айрон Хайтс, где ожидает суда по обвинению в серии грабежей. Его можно заметить среди тех, кого Блэксмит набирает в команду Новых Негодяев.
Первое появление Вудварда на телеэкране произошло в одном из эпизодов телесериала 2014 года «Флэш», где в его роли снялся Грег Финли. Вудвард показан бывшим школьным задирой, который в детстве донимал Барри Аллена, и попал в чан с расплавленным металлоломом в результате взрыва ускорителя частиц Лаборатории СТАР, который превратил Барри во Флэша. В результате Вудвард обрёл способность преобразовывать своё тело в лёгкий и сверхпрочный металл. Его первая стычка с Флэшем состоялась во время ограблений автомобилей, которыми Тони Вудвард занялся, когда обрёл способности, и победа осталась за злодеем. Позже он навещает Айрис Уэст, что приводит Барри в бешенство и вынуждает Флэша вновь противостоять Вудварду. Однако Вудвард легко побеждает ослабленного гневом супергероя и, оставив Флэша умирать, похищает Айрис, чтобы та написала о Вудварде в своём блоге. Тем не менее, Барри снова сходится с ним в бою, на этот раз нанеся Вудварду один-единственный удар на скорости более 800 миль в час, чего не выдерживает даже металлическое тело Вудварда. В конце его заперли в тюрьме под Лабораторией СТАР. В эпизоде Вудвард не упоминается как Балка, но так зовут тренировочную куклу, сделанную Циско, на которой Барри должен был потренироваться прежде чем вступить в бой с Вудвардом. В следующем эпизоде Вудвард был отпущен на свободу и нанят доктором Харрисоном Уэллсом с целью остановить Блэкаута, ворвавшегося в лабораторию СТАР и обвиняющего доктора в том, что он стал метачеловеком. В действительности, это был отвлекающий манёвр для того, чтобы учёные Лаборатории СТАР смогли вернуть силу скорости Флэшу. Балка находит Блэкаута и вступает с ним в краткое противоборство, результатом которого стало сокрушительное поражение Вудварда. Незадолго до его смерти его находят Барри и Кейтлин Сноу, после чего Балка использует свой предсмертный вздох, чтобы приказать им бежать.
Балка имеет те же силы и происхождение, что и Железносвин из комикса о Зоокоманде. Это уже второй случай, указанный создателями, когда этот комикс вдохновил Джеффа Джонса на создание нового персонажа (первым была Старгёрл).

### Блэксмит
Блэксмит (англ. Blacksmith) — суперзлодейка комиксов издательства DC Comics. Персонаж создан писателем Джеффом Джонсом и художником Итаном Ван Сивером и впервые появился в графическом романе Flash: Iron Heights (2001).
Согласно сюжету комиксов Блэксмит управляла подпольным чёрным рынком Централ-сити и Кистоун-сити, также известным как Сеть. На заре своей карьеры она недолго была замужем за Златолицым. При разводе она крадёт часть запаса эликсира, который даёт Златолицему его сверхсилы, после чего модифицирует его и выпивает, получая способность изменять металл и сливать его с живой тканью.
Использовав Сеть в качестве политической поддержки, Блэксмит собирает новую, свою собственную, команду Негодяев и берёт под контроль оба города. Поскольку все постепнно идёт по её плану, города оказываются в изоляции, а Флэш почти побеждён. Однако план с треском проваливается из-за разногласий между её Негодяями и Златолицым, который возглавил движение сопротивления, собранное из населения обоих городов. Поражение Блэксмит приводит к закрытию Сети, а сама она заключена в Айрон Хайтс.

### Братец Гримм
Братец Гримм (англ. Brother Grimm)) — суперзлодей комиксов издательства DC Comics. Персонаж был создан Джеффом Джонсом и Энджел Анзуетой и впервые появился в выпуске The Flash vol. 2, #166 (ноябрь 2000).
Согласно сюжету комиксов, Братец Гримм — сын Братца Найтингела, короля параллельного измерения, известного как Иствинд. Когда Найтингел планирует вторжение на Землю, Гримм предупреждает Флэша, после чего тот, заручившись помощью Кид Флэша и Джея Гаррика, останавливает вторжения, а сам Найтингел погиб, после чего корона должна перейти Гримму. Гримм, послушав совета Кид Флэша «идти своим путём», отказывается от прав на наследование в пользу своего брата, Ангара. После Гримм сожалеет об этом решении, когда понимает, что Ангар не лучше, чем их отец, и вынужден узурпировать трон, убив Ангара. Сожаление сменяется гневом, когда он узнаёт, что Уолли, вопреки собственному совету, принимает мантию Флэша.
Чтобы наказать нового Флэша Братец Гримм нанимает Магистра Зеркал и Капитана Холода, чтобы те заманили героя в Зазеркалье и удержали там, пока сам Братец Гримм переносит Кистоун-сити в Иствинд и держит его жителей в заложниках. Он совершает ошибку, пытаясь обмануть Негодяев, которые переходят на сторону Флэша и сбегают вместе с ним из Зазеркалья, после чего спасают жителей Кистоун-сити, победив Гримма.
Позднее Братец Гримм вернулся, изменив внешность и став одноклассником Линды по медицинской школе в целях «похитить» её у Флэша и снова потребовать его «королевства» взамен. он заманил Линду в ловушку, устроенную на вершине бобового стебля, который разросся, чтобы поглотить весь Централ-сити. Однако Уолли добрался до вершины бобового стебля при помощи Человека-ястреба, который упомянул, что в одной из его прошлых жизней он боролся с предком Гримма и тот использовал ту же уловку. Человек-ястреб уничтожил бобовый стебель, а Уолли одолел Братца Гримма.
Силы и способности.
Братец Гримм — высокоуровневый волшебник и хорошо обученный воин. Он в состоянии создать чары, изменяющие его внешность или перемещающие объекты между измерениями. Он также может ощутить, если кто-то использует альтернативные измерения, например если спидстер использует Силу Скорости.

### Голубой Кобальт
Голубой Кобальт (англ. Cobalt Blue) — суперзлодей комиксов издательства DC Comics. Персонаж был создан писателем Марком Уэйдом и художником Брайаном Огастином и впервый появился в выпуске Speed Force #1 (ноябрь 1997).
Настоящее имя Голубого Кобальта — Малкольм Тоун, и он является предком Профессора Эобарда «Профессора Зума» Тоуна. Его история начинается с того, что доктор, который принимал роды у Алленов, случайно убил сына Шарлин Тоун, когда переносил его, поэтому он отдал Малкольма Тоунам, а Алленам сказал, что их второй сын родился мёртвым.
Тоуны растили приёмного сына как мошенника. Малкольм узнал о брате совершенно случайно, уже будучи взрослым. Он выясняет все сведения о подмене, несмотря на все противодействия «родителей» и доктора, который совершил подмену, и в гневе убивает последнего. Его бабушка. увидев в его негодовании скрытый потенциал, передаёт ему семейную тайну, секрет управления «голубым пламенем». В конце концов. узнав эту тайну, Малкольм создаёт голубой камень, который является вместилищем голубого пламени. Камень питается его гневом и негодованием из-за кражи «его настоящей жизни» и может даже впитать сверскорость Флэша.
Его первое противостояние Флэшу и Кид Флэшу закончилось тем, что его пламя полностью поглотило его. Воскреснув годы спустя, Голубой Кобальт сфокусировался на противостоянии «наследию» брата, так как, пока Голубой Кобальт горел в пламени, Барри Аллен пожертвовал собой, чтобы остановить Анти-Монитора. Это противостояние охватывает период от настоящего до приблизительно конца XXX столетия и его противниками стали Флэши различных эпох. Однако планы на такое противостояние были сорваны Уолли Уэстом, который разогнался до пределов Силы Скорости, неся осколки голубого камня, в результате чего камень был полнотью разрушен из-за переизбытка поглощённой энергии силы скорости.

### Двойная ставка
Двойная ставка (англ. Double Down) — суперзлодей комиксов издательства DC Comics. Персонаж создан писателем Джеффом Джонсом и художником Итаном Ван Сивером и впервые появился в графическом романе Flash: Iron Heights (2001). В интервью для журнала Wizard Magazine Джонс упомянул, что Двойная ставка был тем Негодяеем, которому стоило бы посвятить больше времени, и описал его как «…того, кто ушел».
Джереми Телл был шуллером и заядлым игроманом. После того как он проигрался в пух и прах, лишившись всех своих денег, он убил того, кто его обыграл. В кармане убитого оказалась проклятая колода и карты из неё вмиг вылетели и облепили Телла с ног до головы, став его кожей. Он выясняет, что может силой мысли заставить карты лететь куда нужно и достигать этим необычных эффектов. Взяв псевдоним Двойная ставка, Телл присоединился к преступному сообществу Кистоун-сити.

### Зум
Хантер Золомон, он же Зум, впервые появляется в выпуске The Flash: Secret Files & Origins #3.
Переехав в Кистоун-сити, Хантер Золомон стал работать в качестве профайлера в Департаменте по Борьбе с Угрозой Металюдей. Данная профессия предполагала постоянный контакт с Флэшем (Уолли Уэст) и вскоре оба стали хорошими друзьями. Проницательность Золомона часто помогала решать самые запутанные дела, но он часто злился на то, что застрял за бумажной работой.
Он был серьёзно ранен после нападения Гориллы Гродда, в результате чего он оказался парализован ниже пояса. Он попросил Уэста использовать Космическую дорожку, находящуюся в Музее Флэша, чтобы вернуться в прошлое и исправить это. Уолли отказал ему, мотивируя это тем, что не хочет вмешиваться во временной континуум. Тогда Золомон сам проникает в музей и пытается использовать Космическую дорожку. Однако вызванный взрыв, уничтожив Музей (а также здравый смысл Золомона), разорвал связь Хантера с временной линией. В его распоряжении оказалась сила менять свою временную линию, воспроизводя эффект суперскорости.
Золомон пришёл к выводу, что Уэст не мог помочь, потому что, в отличие от своего предшественника, Барри Аллена, не перенёс личную трагедию. Он решает, что если станет новым Зумом и убьёт жену Уэста (Линду Парк), то Флэш станет намного героичнее.
В отличие от других спидстеров, Золомон не использует Силу Скорости, а черпает свою силу из изменений скорости своего временного потока. Поэтому он кажется более быстрым и неуловим, чем Флэш. Это передано при помощи его речи, которая в разное время произносится с разной, практически произвольной скоростью. Его фирменным нападением является захват пальцев, которые создает взрывную волну в пространстве и времени.

### Капитан Бумеранг (Оуэн Мерсер)
Второй Капитан Бумеранг, он же Оуэн Мерсер, был создан Брэдом Мерцером и Рэгсом Моралесом и впервые появился в выпуске Identity Crisis #3 (октябрь 2004).
Во время событий начала сюжетной линии Identity Crisis Диггер Харкнесс, первый Капитан Бумеранг, почувствовал, что он стал слишком стар для современного мира супер злодеев. Регулярно обращаясь в поисках напарника для работы супер злодея, он искал способ вернуть себя в строй.
Поэтому, с его точки зрения, настал момент обратиться к сыну, которого он не воспитывал, Оуэну Мерсеру. Незадолго до смерти Харкнесса оба сцепились друг с другом. Приняв наследие отца, Оуэн Мерсер стал вторым Капитаном Бумерангом. Капитан Холод, брат Золотого Глайдера (которая, как все думали являлась матерью Оуэна), принял его в новый состав команды Негодяев.
Оуэн Мерсер был обучен своим отцом искусству владения бумерангами, но тем не менее показал способности, отличные от способностей отца. Он подошёл к созданию бумерангов более изобретательно, создав «лезвие ранги», а также бумеранги, выплескивающие кислоту. Также, в отличие от отца, Оуэн показал способности к использованию рывков Силы Скорости. Сам по себе Оуэн не владеет супер скоростью, но может демонстрировать ограниченные способности к ней во время бросков и возвращений бумерангов. Некоторые персонажи пытались превратить его в спидтестера, но все эти попытки оказались провальными.

### Кид Зум
Тадеуш Тоун (англ. Thaddeus Thawne), также известный как Инерция (англ. Inertia), впервые появился в выпуске Impulse #51, созданном Тоддом ДеЗаго и Майком Веринго.
Инерция — клон Барта Аллена. Первоначально он противостоял Аллену, когда тот ещё носил мантию Импульса. Впоследствии он снова стал его противником, когда, спустя пять лет после событий Infinite Crisis, Барт надел мантию Флэша. Инерция косвенно стал причиной смерти Барта, и когда Уолли Уэст вернулся к карьере супергероя, он отомстил Инерции, парализовав его тело и поместив в качестве статуи в Музей Флэша. Во время событий Final Crisis: Rogues' Revenge он был освобождён Либрой и Зумом, чтобы заставить Негодяев присоединиться к Тайному обществу Суперзлодеев. Инерция крадёт сверхсилы Зума, называет себя Кид-Зумом и, в конце концов, погибает от рук Негодяев, которые обвинили его в том, что он заставил их убить Барта Аллена.
Несмотря на то, что Инерция является клоном Барта Аллена, он прежде всего спидстер. За ним не замечено других способностей, связанных со скоростью — например, устойчивости Барта к изменениям в потоке времени. В течение некоторого времени после событий Бесконечного Кризиса Инерция был вне Силы Скорости из-за мести Уолли Уэста за участие в смерти Барта Аллена. Из-за этого он делает себе укол «Скорости 9», вещества, теперь дававшего ему сверхскорость и известного своей нестабильностью.

### Курт Энгстром (Алхимик)
Алхимик (англ. Alchemist), настоящее имя — доктор Кёртис «Курт» Энгстром (англ. Dr. Curtis "Curt" Engstrom) — суперзлодей комиксов издательства DC Comics. Персонаж был создан писателем Марком Уэйдом и художником Грегом Лароком и впервые появился в выпуске Flash vol 2, #71 (декабрь 1992). Псевдоним «Алхимик» ранее уже использовался для персонажа Золотого века, являющегося частью истории Общества Справедливости.
Согласно сюжету комиксов, доктор Кертис Энгстром был учёным Лаборатории СТАР, который входил в состав команды по изучению философского камня Доктора Алхимии. Вместо изучения камня Энгстром украл его, чтобы самому выяснить как он работает, но, прежде, чем он смог это сделать, он был схвачен полицией и заключён в тюрьму. Сбежав оттуда, доктор создаёт себе образ Алхимика и пытается использовать камень, чтобы отмстить адвокату, который, по его мнению, предал его. Вместо этого он был пойман Флэшем и возвращён обратно в тюрьму.

### Магистр Зеркал (Эван МакКаллох)
Магистр Зеркал (англ. Mirror Master) — второй суперзлодей Вселенной DC, который носит этот псевдоним. Настоящее имя персонажа — Эван МакКаллох (англ. Evan McCulloch), он был создан писателем Грантом Моррисоном и художником Чесом Труогом, впервые появившись в выпуске Animal Man #8 (февраль 1989).
Сын шотландского наёмника, Эван МакКаллох вырос в приюте, но, убив хулигана, сбежал оттуда и также стал наёмником. Его наняли агенты спецслужб, чтобы сделать его очередным Магистром Зеркал, предоставив ему нужное оборудование. Однако МакКаллох сбежал с ним и стал преступником, а после вошёл в состав Негодяев. Он часто распространяет наркотики среди злодеев и сам имеет зависимость от кокаина — оба пристрастия являются поводом для конфликта с Капитаном Холодом.
Как и все злодеи, носившие псевдоним Магистра Зеркал, Эван МакКаллох использовал зеркала, которые могли делать фантастические вещи: оказывать гипнотическое влияние, делать объекты невидимыми, создавать голографические изображения, осуществлять физические трансформации, налаживать связь на близких и дальних расстояниях и становиться порталами в другие измерения (включая параллельные вселенные и планы существования). Кроме этого, Эван МакКаллох, в отличие от предшественников, использовал лазерный пистолет.

### Маджента
Маджента (англ. Magenta, рус.  маджента, пурпурный — один из основных цветов субстрактивной схемы CMYK), она же Франческа «Фрэнки» Кейн — суперзлодейка комиксов издательства DC Comics.
Ранние наброски Мадженты принадлежат художнику Джорджу Пересу. Один из первых вариантов образа суперзлодейки был представлен в выпуске DC Sampler #2, в котором она взяла себе псевдоним Поля́ра (англ.  Polara) и носила костюм наполовину красный и наполовину синий (согласно раскраске полюсов магнита) в противовес более позднему наполовину белому и наполовину пурпурному. Согласно сюжету Фрэнки Кейн была девушкой Уолли Уэста, которая, получив силу управлять магнетизмом, случайно убила своих родителей. Так и не определившись с целью жизни. она стала суперзлодейкой, присоединившись к культу Цикады, а позднее вошла в состав команды Негодяев Блэксмит. Маджента может создавать магнитные поля и управлять ими по своему усмотрению, чтобы передвигать, поднимать или любым другим способом манипулировать движениями чёрных металлов, также она может сфокусировать свои силы для создания взрывов концентрированной магнитной силы, разрушающих сталь, или сгенерировать электромагнитный импульс, разрушающий электрические системы. Кроме того, магнитные поля могут быть преобразованы в очень прочный щит, отражающий металлические объекты и большинство физических атак, а также окружают Мадженту магнитным излучением равной полярности с магнитным полем Земли, что позволяет Мадженте имитировать полет.

#### Вне комиксов
В третьей серии третьего сезона телесериала «Флэш» под названием «Маджента» появляется Фрэнки Кейн, сирота, которая много раз меняла семьи пока не оказалась у жестокого одинокого приёмного отца. Здесь она получила свои способности после воздействия философского камня Доктора Алхимии (что подразумевает, что она обладала своими сверхспособностями в альтернативной линии времени, Флэшпоинте). Новые силы вызвали в девушке раздвоение личности — Фрэнки Кейн по-прежнему оставалась беспомощной сиротой, а её альтер эго, Маджента, время от времени брало верх, чтобы мстить обидчикам. Так Маджента чуть не убила своего приёмного отца уличным фонарём, разрушила металлическую гравюру в полицейском участке Централ-сити, а также пыталась сбросить танкер на Флэша и Джесси Квик.

### Манфред Мота
Манфред Мота (англ. Manfred Mota) — суперзлодей комиксов издательства DC Comics, известный под несколькими псевдонимами. Впервые появившись в спецвыпуске  Flash 50th Anniversary Special, выпущенном к 50-й годовщине существования персонажа Флэша, он был представлен как ядерный физик и отец Валери Перес, любовного интереса Барта Аллена. Он отметился тем, что являлся врагом нескольких воплощений Флэша, каждый раз используя новый псевдоним, но почти одни и те же силы.
Манфред Мота начал свою преступную карьеру под псевдонимом Атомный Расщепитель (англ.  Atom Smasher), использовав познания в ядерной физике, чтобы создать себе особый костюм, дающий ему способность выбрасывать сгустки ядерной энергии. Несмотря на это, Мота был побеждён Джеем Гарриком и отправлен в тюрьму, где он планирует способ отомстить Джею. Когда появляется новый Флэш, Барри Аллен, Манфред Мота принимает его за Джея Гаррика. Когда его выпустили из тюрьмы, Мота берёт себе псевдоним Профессор Фоллаут (англ. Professor Fallout, от fallout — «осадки», возможно, подразумеваются радиоактивные осадки) и ввязывается в противостояние с Барри Алленом, тайно спрятав в скульптуре атома нейтронную бомбу. Однако Барри быстро побеждает его и возвращает в тюрьму.
Отбывая очередной срок в тюрьме, Манфред Мота окончательно зацикливается на мести, Флэше и безопасной ядерной энергии. Создав для себя образ Фьюжнна (англ.  Fusionn), Мота крадёт оборудование с атомной электростанции и модифицирует свой костюм, теперь дающий ему выпускать сгустки любой энергии (не только ядерной). В битве с очередным воплощением Флэша, он разоблачает его, только чтобы понять, что это не Джей, а Уолли Уэст, который, к тому же, уже раскрыл общественности свою тайну личности. Впав в бешенство, Мота угрожает превратить весь город в расплавленную массу, но Уолли бросил кусок железа — отходы от реакции синтеза в костюме Моты — и бросил его в систему охлаждения костюма, в результате чего костюм вплавился в радиоактивную скалу. Спустя год после событий Identity Crisis (сюжетная линия One Year Later) Валери Перес, дочь Манфреда Моты, начинает роман с Бартом Алленом, но её преследует её отец, превратившийся в энергию. Мота похищает Валери при помощи Тадеуша Тоуна (он же Инерция). Мота планировал использовать ДНК своей дочери, чтобы восстановить своё физическое тело, но Инерция обманул его. Манфред Мота позже вновь появляется, чтобы сказать дочери, что все ещё любит её, но Барт Аллен снова ловит его.
В последний раз Мота вернулся в 2645 году, где он превратился в монстра, состоящего из живого плутония. Флэш будущего, Джон Фокс, вступает с ним в противостояние и отправляет его в далёкое будущее, где он подвергся реакции распада.

### Пик-а-бу
Пик-а-бу (англ.  Peek-a-Boo) — персонаж, созданный Джеффом Джонсом и Скотом Коллинзом и впервые появившийся в выпуске Flash v2, #180 (январь 2002).
Пик-а-бу — псевдоним Лэшон Баэз (англ. Lashawn Baez), аспирантки Медицинской школы Централ-сити, которая бросила научные исследования, чтобы ухаживать за больным отцом, Томасом Баэзом. Томасу срочно требовалась трансплантация почки. Первоначально Лэшон пыталась сама стать донором для своего отца, но процедура подготовки случайно активировала её метаген, дающий способности к телепортации. В результате этого Лэшон не могла стать донором почки, потому что телепортация происходила всякий раз, как её кто-нибудь касался (отсюда и псевдоним). В конце концов Лэшон решила использовать свои возможности, чтобы найти подходящий трансплантат почки для своего отца.
Взяв себе псевдоним Пик-а-бу, она прокралась в Больницу Централ-сити в поисках почки, но в результате разнесла всю лабораторию, так как её силы были нестабильны и опасны. Случайная телепортация, неумышленно вызванная доктором, схватившим её за руку (в буквальном смысле), убивает шокированного доктора. Пик-а-бу вынуждена вступить в схватку с Флэшем и пришедшим ему на помощь Киборгом, которые смогли, несмотря на все трудности, победить её, использовав стены из «белого шума», созданные Киборгом, и измотав Пик-а-бу бесконечной чередой вынужденных телепортаций (до нескольких сотен в секунду), сознательно вызванных Флэшем. Позднее Флэш вернул почку обратно в больницу, а Лэшон была приговорена к заключению в тюрьме Айрон Хайтс. Флэш неоднократно подавал прошения от её имени, но Начальник тюрьмы Грегори Вольф, якобы следуя букве закона, заходил достаточно далеко, чтобы накачивать Лэшон наркотиками каждый раз, как кто-нибудь приходил взять у неё интервью.
В результате нападения Гориллы Гродда на тюрьму Айрон Хайтс, Пик-а-бу получает возможность сбежать. Первым делом она отправилась в больницу, чтобы проведать отца. Как оказалось, врачи вовремя нашли для Томаса Баэза новую почку, но слишком слабый организм Томаса отторг её. Лэшон прибыла в больницу как раз вовремя, чтобы попрощаться с ним перед его смертью. После этого она снова вынуждена вступить в противостояние с Флэшем, во время которого признаётся, что изначально хотела стать супергероиней, похожей на Флэша, которым Лэшон искренне восхищалась. Однако убитая горем и озлобленная заключением в тюрьме, она отказалась от этого намерения и присоединилась к злодеям, которые освободили её из тюрьмы. Тем не менее, она спасла жену Флэша, Линду Парк, когда та была ранена в пылу схватки Пик-а-бу и Флэша. После этого Лэшон добровольно сдаётся полиции, объяснив это тем, что у неё больше нет того, для чего жить дальше, и снова попадает в тюрьму.
Упоминание Пик-а-бу имеется в блоге Чекмэйт, созданном Карлом Дрэппером: она все ещё находится в заключении, но готова сотрудничать с Чекмэйт, проверив при помощи своей способности к телепортации системы безопасности, а сам Дрэппер описывает её как нового кандидата в Чекмэйт.
Первое появление Пик-а-бу на телевидении произошло в телесериале 2014 года «Флэш», где её сыграла актриса Бритни Олдфорд.
Силы и способности
- Способность к телепортации путём расщепления собственного тела на молекулы и восстановления его в другом месте, возможно, в результате смешивания собственных молекул и молекул, свободно перемещающихся в точку назначения.
- Каждый раз, когда кто-то пытается её коснуться, она телепортируется на небольшое расстояние, из-за чего возникают трудности в её поимке.
- Способность к телепортации может создать имплозивный взрыв (то есть взрывная волна будет стремиться к месту взрыва, а не от него) в точке назначения, если она не будет достаточно осторожна.
- Лэшон имеет обширные познания в медицине и оказании первой помощи пострадавшим.

Слабости и угрозы безопасности
Телепортация происходит только в пределах видимости, то есть темнота и ограничение поля зрения сужают круг возможных точек назначения и даже вовсе лишают способности телепортироваться. Также чрезмерное использование способностей изматывает Лэшон.
Другие версии
- Юная версия Пик-а-бу появляется в серии комиксов Tiny Titans. В этой серии она флиртовала с Кид-Флэшем и использовала свои способности, чтобы играть с ним.[38]
- В телесериале 2014 года «Флэш», в 12 эпизоде 1 сезона, её имя звучит как Шона Баэз (англ. Shawna Baez). Девушка, используя свои способности, проникает в тюрьму Айрон Хайтс, чтобы вытащить своего парня, Клея Паркера. Когда Барри описал одну из попыток поймать её, доктор Кейтлин Сноу прокомментировала это как «будто они играли в Пик-а-бу», в результате чего Шона получила этот псевдоним. Позже Флэш все же ловит злодейку, заманив её в тоннель, где разбивает все фонари, делая Шону неспособной телепортироваться куда-либо из-за темноты. В отличие от своего прототипа из комиксов, эта версия Пик-а-бу не телепортируется при прикосновениях других людей.

### Сворачивающийся человек
Сворачивающийся человек (англ. Folded Man) — суперзлодей комиксов издательства DC Comics, созданный Марком Уэйдом и Брайаном Ога́стином. Настоящее имя суперзлодея — Эдвин Гаусс (англ. Edwin Gauss), и он впервые появляется в выпуске The Flash vol.2, #153 (октябрь 1999).
В пределах канона, Эдвин Гаусс был студентом-физиком Массачусетского технологического института, который пытался окончательно решить Единую теорию поля Альберта Эйнштейна. Он изобретает устройство, при помощи которого можно совершать межразмерные путешествия, использовав в качестве одной из составляющих краденое программное обеспечение, которое является собственностью Нормана Бриджеса. На его основе он создаёт себе костюм, позволяющий путешествовать по крайней мере в 4 измерениях.
Когда Бриджес пытается вернуть свою технологию, Гаусс использует костюм, создав себе личность Сворачивающегося человека, чтобы нанести Бриджесу ответный удар. Флэш вмешивается посреди боя и арестовывает Гаусса.
Костюм Сворачивающегося человека позволяет Гауссу менять свои размеры тела. Он может сделать себя двумерным, толщиной в атом, чтобы разрезать объект намного более гладко, чем самое острое лезвие. Путешествуя в четырёх измерениях. он может быстро покинуть наш план существования и возникнуть где-то ещё, где ему будет угодно появиться.

### Смоляная яма
Смоляная яма — суперзлодей комиксов издательства DC Comics.
Младший брат местного наркобарона Джека Монтелеона, Джоуи Монтелеон был арестован по обвинению в вооружённом ограблении. Отбывая срок, он заметил, что может вселять своё сознание в неодушевлённые объекты. Используя эту способность, он боролся со своими врагами (например, вселившись в пожарный гидрант, он сбил Флэша напором воды), пока его сознание не застряло в чане со свежим асфальтом. В то время, как сам он остаётся в груде асфальта, его тело, находясь в бессознательном состоянии, стало развлечением для его сокамерника в Айрон Хайтс.
В своей новой форме Смоляная яма сорвал матч по хоккею с шайбой в Кистоун-сити, чтобы украсть кубок Стэнли. Его остановили Флэш и Капитан Холод, но после Холод сам украл трофей. Впоследствии Смоляная яма время от времени появлялся вместе с другими негодяями.
Во время событий Infinite Crisis, «Джоуи» стал членом Тайного общества Суперзлодеев.
Он входил в состав нового воплощения Лиги Несправедливости и был замечен среди тех злодеев, которые принимали участие в событиях Salvation Run.
Во время событий кроссовера «Темнейшая ночь», Смоляная яма показан сопровождающим Оуэна Мерсера, который сначала посещает могилу отца, а потом разыскивает его тело, ставшее Чёрным Фонарем. Смоляной яме не страшны Черные Фонари, так как в его нынешней форме у него отсутствует сердце, которое они могли бы вырвать.
Силы и способности.
Тело Смоляной ямы состоит из чистого, неостывающего асфальта и поэтому обжигает, если кто-то коснётся его. Он может заманивать людей в ловушку внутри своего тела, а также швыряться кусками горячего асфальта. Из-за того, что его тело представляет собой асфальт, скреплённый полузастывшей смолой, Смоляная яма практически неуязвим.
Другие версии.
В альтернативной временной линии, известной как Flashpoint, Смоляная яма заключён в тюрьму Айрон Хайтс. Смоляной яме противостоит Магистр Зеркал, который в этом временном потоке является основателем и лидером команды Негодяев. Смоляная яма позже сбежал из тюрьмы, чтобы отомстить Гражданину Холоду за кражу денег его семьи. Гражданин Холод убил Смоляную яму, предварительно рассказав, что его брат, Джек Монтелеон, на самом деле нажил состояние, распространяя наркотики.

### Савитар
Са́витар — суперзлодей комиксов издательства DC Comics, созданный Марком Уэйдом и Оскаром Хименесом. Персонаж впервые появился в выпуске Flash (vol. 2) #108 (декабрь 1995).
Человеку, который в будущем назовёт себя Савитаром и который служил в авиации некой страны третьего мира в период Холодной войны, было поручено испытание нового сверхзвукового реактивного истребителя. когда самолёт разогнался до максимальной скорости, в него попала, казалось бы, обычная молния и пилот вынужден был посадить его на враждебной территории. Открыв для себя, что он может победить врагов, перемещаясь на сверхскорости, пилот стал одержим своей способностью, назвав себя в честь индуистского «бога-побудителя» и посвятив жизнь раскрытию её тайн. Поскольку Савитар стремился развить свои возможности, он вскоре открыл некоторые аспекты, которые не были доступны другим спидстерам. Он может сформировать вокруг себя поле, поглощающее любую внешнюю кинетическую энергию (поле «ноль-инерции»), отдать другим объектам или людям скорость или кинетическую энергию, даже если они находятся в состоянии покоя, а также моментально залечить раны и ушибы.
Одержимость Савитара сверхскоростью вскоре нашла последователей и он формирует себе культ. Пытаясь побольше узнать о Силе Скорости, он сталкивается с единственным активным спидстером-супергероем того времени: Джонни Квиком. Столкновение перерастает в сражение, ход которого изменился с прибытием Макса Меркурия, который привёл Савитара к Силе Скорости, но заставил его отвергнуть её.
Несколько десятилетий спустя Савитар вернулся и обнаружил, что за время его отсутствия, его культ набрал обороты, пока его последователи ждали его возвращения. Он нанял бывшую участницу Красной Троицы, Леди Флэш (Кристину Александрову) и нашёл способ направить Силу Скорости в своих специально обученных ниндзя. Для этого он устроил соревнование между спидстерами: Флэшем (Уолли Уэстом), Импульсом, Флэшем Золотого века (Джеем Гарриком), Джонни Квиком, Джесси Чемберс, Экс-Эс и, самое главное, Максом Меркурием.
К счастью, прямая связь Уолли Уэста с Силой Скорости препятствовала тому, чтобы Савитар украл у него, а также у других спидстеров (кроме Красной Троицы) скорость, что сорвало все планы злодея. Став одержимым местью Уолли, Савитар грезил, по меньшей мере, разрушением мира и вовлёк Уолли в разрушительную гонку на сверхскорости. из-за чего Уолли решился дать злодею то, что он больше всего хотел: связь с Силой Скорости. Его опыт подсказывал, что все спидстеры, которые преждe встречали Савитара, сочтут это целесообразным. Поэтому Уолли отправляет Савитара в Силу Скорости.
В мини-серии The Flash Rebirth Савитар нашёл способ вернуться из Силы Скорости. Однако его нашёл также недавно покинувший Силу Скорости Барри Аллен и одним прикосновением заставляет Савитара распасться на атомы, оставив лишь груду костей. Позже показано, что Профессор Зум изменил Силу Скорости, чтобы превратить Флэша в обратного Флэша, но вместо этого проклял его убивать всех пользователей Силы Скорости одним прикосновением. Это проклятье, казалось, исчезло после поражения Профессора Зума в стычке с Барри Алленом. Однако к тому времени от этого эффекта погибли Савитар, Леди Флэш (к тому времени изменившая псевдоним на Леди Савитар) и Джонни Квик.
Савитар, кроме собственно сверхскорости, обладает способностью самоисцеляться, а также давать сверхскорость другим или забирать её у них.
Дебют Савитара на телевидении состоялся в третьем сезоне телесериала «Флэш» (облик — монструозная человекоподобная фигура с похожей на кору, но из металла, кожей — сгенерирован на компьютере, озвучил Тобин Белл). Его настоящее имя, как и в комиксах, неизвестно, но он является практически полулегендарной личностью — его рассматривают как первого спидстера, а так же по ходу сюжета выясняется, что Савитар является осколков Бари Алленапервого, кто смог использовать Силу Скорости. Также он является не только самым древним спидстером, но и самым быстрым: он двигается настолько быстро, что никто кроме другого спидстера не видит его, даже когда он стоит. Кроме того, он каким-то образом связан с Философским камнем — пока камень не в шкатулке Савитар может находиться в нормальном измерении и даже использовать медиума (Доктора Алхимию), однако стоит кому-нибудь спрятать Философский камень в шкатулку в которой он был найден, и Савитар исчезает. В будущем Флэш должен заточить его навеки. Также в одном из вероятных версий будущего Савитар убъёт Айрис Уэст.
- Канал Силы Скорости: Савитар обладал невероятно мощной связью с Силой Скорости, возможно, из-за его связи с Философским камнем. Его сила в использовании значительно превосходит всех других известных пользователей до такой степени, что его мощь заставляла его утверждать, что он бог и "правитель" Силы Скорости.
  - Сверхчеловеческая скорость: Савитар обладал огромной сверхчеловеческой скоростью. Он способен легко доминировать над другими спидстерами, такими как Джей Гаррик, Джесси Квик, Уолли Уэст и даже младший Барри Аллен.
  - Сверхчеловеческие рефлексы: Савитар обладал сверхчеловеческими рефлексами, которые позволяли ему легко реагировать на других спидстеров.
  - Сверхчеловеческая ловкость: Савитар обладал нечеловеческой ловкостью, позволяющей ему мгновенно менять направление и легко маневрировать, двигаясь с огромной скоростью.
  - Сверхчеловеческая сила: Савитар обладал силой, намного большей, чем у обычного человека, так как он мог без усилий поднять и прикрепить Вспышку к стене только одной рукой., а также отправить Джея Гаррика пролететь над зданием одним ударом.
  - Сверхчеловеческая выносливость: тело Савитара обладало способностью справляться со стрессами сверхчеловеческих гонок без заметных страданий.
  - Сверхчеловеческая прочность: бронированный внешний вид Савитара обеспечивал ему нечеловеческий уровень прочности, а также устойчивость к трению.
  - Пространственное перемещение: Находясь в ловушке Силы Скорости, скорость Савитара позволила ему прорваться, позволив ему временно сбежать, пока он не будет втянут обратно.
    - (Ранее) Телепортация: Находясь в ловушке Силы Скорости, Савитар смог открывать бреши со своей скоростью, что позволило ему мгновенно переносить его и всех, кого он несет, на огромные расстояния, не занимая пространство между ними.

  - Electrokinesis: при движении на сверхчеловеческих скоростях, Савитар генерируется большое количество белое сияние от его тела. Савитар может также поглощать электричество, направленные на него и его проект. интенсивность Савитар сырье также заставляет его генерировать смертельные статический заряд, заставляя его носить защитную броню, чтобы оградить себя от него.
    - Электровзрыв: Савитар обладал способностью проецировать дуги молнии.
    - Поглощение энергии: Савитар может поглощать любое направленное на него электричество, как показано, когда Джесси Квик метнул в него молнию.

  - Геокинез: Савитар, по-видимому, может вызывать дрожь из-за своей огромной сверхчеловеческой скорости.
  - Повышенное восприятие: Сила скорости наделила Савитара улучшенными чувствами, которые позволяют ему видеть, слышать, обонять, осязать и/или пробовать на вкус с увеличенной скоростью и понимать ее по мере обработки, а также легко воспринимать других ускорителей.
- Философский камень: связь Савитара с Философским камнем наделила его различными способностями.
  - Телепатия: Савитар обладал способностью телепатически общаться с другими и создавать иллюзии, которые способны видеть только они.
    - Создание иллюзий

  - Владение: Однажды установив достаточно сильную связь с человеком, Савитар смог полностью затмить их действия, превратив их в свою пешку.
- (Ранее) Невидимость: Во время своего пребывания в ловушке Силы Скорости Савитар не мог быть замечен кем-либо, кто также не был связан с Силой Скорости.

### Способности
- Обман
- Рукопашный бой (Базовый)
- Устрашение
- Тактический Анализ

### Слабости
- Нестабильность власти: Савитар был настолько быстр, что надел свой специальный фирменный костюм, чтобы не разорвать себя на части во время бега.
- Чудовищная внешность: Последствием его "творения" является наполовину деформированное лицо, покрытое шрамами.

### Оборудование
- Доспехи: Савитар носил механические доспехи. Трейси Брэнд предположил, что костюм был необходим для того, чтобы он не сгорел от собственной скорости, хотя это не было подтверждено.

### Оружие
- Клинок Савитара имел выдвижное лезвие на каждой из его перчаток.

### Трикстер (Аксель Уолкер)
Аксель Уолкер — второй из суперзлодеев комиксов издательства DC Comics, который использовал личность Трикстера (Трюкача). Персонаж был создан Джеффом Джонсом и Скоттом Колинзом и впервые появился в выпуске Flash (2-я серия) #183 (апрель 2002).
Пока первый Трикстер работал на ФБР, подросток Аксель Уолкер украл его оборудование и ботинки, став новым Трикстером. Он присоединился к Сети, управляемой Блэксмит? и по её приказу уничтожил сведения о Златолицем и Хантере Золомоне. Также он получил новые «трюки» в дополнение к арсеналу, созданному Джесси. После поражения Блэксмит, он был приглашён Капитаном Холодом в новый состав Негодяев. Он оставался в команде, пока «исправившиеся» Негодяи не попытались расформировать команду бывших сотоварищей. Пока двое Трикстеров боролись между собой, Волчок вернул Джесси память. После этого Джеймс Джесси одолел Акселя Уолкера и приказал ему никогда больше не становиться Трикстером снова.
Через некоторое время Аксель вышел из тюрьмы и вернулся на улицы Кистоун-сити. Тем не менее Флэш его быстро одолел и вернул в тюрьму.
Как и Джеймс Джесси, Аксель Уолкер не обладает какими-либо сверхсилами, но за долгое время он создал много шуточного оборудования: зудящий порошок, картофельные бомбы, взрывающиеся резиновые цыплята и йо-йо, стреляющие леденцы и другие шуточные, но довольно опасные трюки. Также он получил несколько пополнений в своём арсенале. Кроме того, Аксель использует воздухоходные ботинки Джесси, при помощи которых можно бежать по воздуху без перерыва до 10 часов.

### Цикада
Цикада (англ. Cicada), настоящее имя Дэвид Херш (англ. David Hersch) — суперзлодей комиксов издательства DC Comics. Персонаж был создан Джеффом Джонсом и Скоттом Коллинзом, впервые появившись в выпуске The Flash vol. 2, #171 (апрель 2001).
В начале XX века Дэвид Херш убивает свою жену во время грозы. Пожалев о содеянном, он пытается покончить с собой, но вместо этого его ударяет молния и он получает видение: он избран, чтобы жить вечно, и когда-нибудь он воскресит свою жену.
Назвав себя Цикадой, он поддерживает в себе жизнь, забирая жизни других, и собирает вокруг себя последователей, планируя день, когда воскресит жену. Чтобы реализовать то, что было показано ему в видении он столкнулся с дилеммой: он не может жить, если не будет забирать жизни других. Несмотря на то, что любой его последователь пожертвует жизнью без раздумий, он не знает, достаточно ли этого. Ответ он находит в людях, спасённых Флэшем. Самого Флэша он рассматривает как «брата, также благословленного молнией» и он может забрать жизни спасённых им с чистой совестью, так как без вмешательства Флэша они бы умерли.
Начав действовать, его последователи напали на Кистоун-сити и начали убивать тех, кого спас Флэш, кинжалами, поглощающими жизненную энергию. Также Маджента доставил Флэша, чтобы тот воочию увидел воскрешение. На недолгий срок он преуспевает в выполнении своих планов, но его жена указывает на преступность его действий. Флэш же нашёл способ вырваться на свободу и вступил в битву с Цикадой, который начал поглощать жизни своих последователей. Прежде чем его схватили, он успел убить детектива Морилло его же кинжалом.
Цикада является главным антагонистом пятого сезона сериала «Флэш». Изначально, им так же как и в комиксах должен был быть Дэвид Херш, однако из-за вмешательства Икс-Эс, решившая помочь Флэшу уничтожить спутник Мыслителя, обломок этого спутника попадает в человека по имени Орлин Дуайэр. Находившаяся с ним племянница так же пострадала, в результате чего впала в тяжёлую кому. Орлин решает истребить всех металюдей с помощью этого самого обломка, попавшего в него, который блокирует их способности. Однако, кусок обломка всё равно остался в плече Орлина, превращая его самого в метачеловека.

### Шепот (Доктор Михаэль Амар)
Доктор Михаэль Амар (англ.  Dr. Michael Amar), в прошлом уважаемый хирург, впал в безумие и начал череду кровавых убийств, стремясь заглушить шепчущие голоса в своей голове. Терроризируя этими убийствами Централ-сити и Кистоун-сити, он привлёк внимание офицеров Фреда Чайра и Джо Джонсона. При помощи судмедэксперта, Барри Аллена, они разыскали Амара и поймали его. Как оказалось, часть психоза Амара — неспособность молчать о своих преступлениях. На основании его же собственных признаний он был осуждён и приговорён к смертной казни.
Вскоре обнаружилось, что в крови Амара имеется аномалия, которая не позволяет убить его путём смертельной инъекции. Находясь в тюрьме Айрон Хайтс, Амар, чтобы впредь не разболтать о своих преступлениях, отрезает себе язык и зашивает губы. Надев тонкую маску, он с этого времени стал известен как Шепот (англ. Murmur).
В тюрьме Шепот присоединяется к Блэксмит и её команде. Блэксмит помогает создать ему особый вирус, который убивает охранников и помогает сбежать во время беспорядков, вызванных этим. Впоследствии Шепот покидает команду по собственной прихоти.
Шепот был одним из злодеев, которые находились под контролем Волчка во время событий арки Rogue War.
В выпуске Infinite Crisis #1 Шепот замечен в Готэм-сити, где он сотрудничает с Загадочником, Боди-двойняшками и Фишерменом в операции по нападению на полицию Готэма. В выпуске Infinite Crisis #7 его можно заметить среди членов Тайного общества Суперзлодеев, совершающего нападение на Метрополис. Это нападение было остановлено армией супергероев. Шепот также объединился с другим врагом Бэтмена — Хаш — в минисерии Man-Bat, события которой хронологически предшествуют событиям Infinite Crisis.
Спустя год после событий Бесконечного Кризиса Шепоту досталось только одно полноценное появление во Вселенной DC. В минисерии Secret Six, написанной Гейл Саймон, он один из злодеев, посланных командой за карточкой Свободно-Убраться-Из-Ада. Также, если говорить о событиях после One Year Later, он вскользь упоминается в газетной заметке, сообщающей о его аресте и заключении в тюрьму и показанной в выпуске The Flash: Rebirth #1.
Силы и способности.
Доктор Михаэль Амар не обладает какими-либо сверхчеловеческими способностями атакующего характера. Однако его мутировавшая физиология, особенно состояние крови, делает его устоичивым к любым токсинам и ядам.

## Различные злодеи, носившие подобные псевдонимы

### Господин Элемент/Доктор Алхимия/Алхимик
Основную концепцию персонажа создали писатель Джон Брум и художник Кармайн Инфантино. Персонаж впервые появился в выпуске Showcase #13 (апрель 1958)
Псевдоним Господина Элемента использовали Альберт Дезмонд и Александр Петров.
Псевдоним Доктор Алхимия использовали Альберт Дезмонд и Элвин Дезмонд (согласно более поздней версии, только Альберт Дезмонд).
Псевдоним Алхимик носил Доктор Кертис «Курт» Энгстром.
Все вышеуказанные персонажи использовали возможности, основанные на алхимии и использовании философского камня.

### Черепаха/Человек-черепаха
Оригинальный Черепаха (англ. Turtle) был злодеем комиксов 1940-х и одним из врагов Флэша Золотого века, Джея Гаррика. В сражении с Флэшем он использовал уловки основанные на медлительности, но главным его оружием была тщательная, неторопливая продуманность планов. После нескольких столкновений с Флэшем Черепаха исчез из поля зрения. Спустя годы его наследие продолжил Человек-черепаха. После того, как Уолли Уэст принял мантию Флэша, оригинальный Черепаха вновь вернулся, а Человек-черепаха оказался его подчинённым, и оба они планировали править Кистоун-сити из подполья. Заключительное столкновение с Уолли Уэстом закончилось тем, что Черепаха разрушил свой главный офис, вместе с этим, вероятно, похоронив и себя.
Человек-черепаха (англ.  Turtle Man), принявший наследие Черепахи, в первый раз появился ещё в период, когда Барри Аллен только стал Флэшем. Человек-черепаха был первым злодеем-трюкачом, который сражался против Барри Аллена. Человек-черепаха первоначально использовал свою медлительность в качестве своего оружия, но впоследствии он, будучи гением (и материально обеспеченным), создал основанное на медлительности оборудование и оружие. Ограбив банк он нарисовал свою тень на стене, в результате обманом заставив Флэша врезаться в неё. После попытки сбежать на лодке, он был арестован. Посткризисная история и докризисная история этого персонажа ничем не отличаются. У Человека-черепахи было лишь несколько столкновений со вторым Флэшем. Когда Черепаха Золотого века вернулся и встретил своего «преемника», он был впечатлён блестящим гением последнего и объединился с ним для захвата Кистоун-сити. Примерно в это время несчастный случай в лаборатории серьёзно ранил Человека-черепаху. Когда Уолли Уэст и его помощники нашли подземный главный офис Черепах, оригинальный Черепаха очевидно убил себя, взорвав офис и похоронив себя, а Человек-черепаха был арестован. Позже Человек-черепаха вернулся, видимо вылечившись от тяжёлых травм, а также продемонстрировав сверхчеловеческую возможность «красть» Силу Скорости, замедляя все объекты вокруг себя до крайней степени медлительности, независимо от того, как быстро эти объекты до этого двигались.
Во время событий Infinite Crisis Человек-черепаха показан членом Тайного общества Суперзлодеев, которое возглавляет Александр Лютор-младший (выдававший себя за Лекса Лютора). Он использует свою способность «красть» скорость, чтобы сводить на нет способности спидстеров, усложняя задачу героям следить за Тайным обществом.

#### Вне комиксов
В эпизоде «Потенциальная энергия» 2 сезона телесериала 2014 года «Флэш» появился персонаж по имени Рассел Глоссон (Аарон Дуглас). Он обладал способностью существенно притуплять у окружающих людей восприятие времени, высасывая из них кинетическую энергию, и за эту способность получил прозвище Черепаха. Его убил Харрисон Уэллс в попытке создать вещество для кражи скорости Флэша.

### Радужный Рейдер/Радужные Рейдеры
Радужный Рейдер (англ. Rainbow Raider), он же Рой Джи Биволо (англ. Roy G. Bivolo) — суперзлодей комиксов издательства DC Comics, впервые появившийся в выпуске The Flash Vol. 1 #286 (июнь 1980) и созданный Кэри Бэйтсом и Доном Хеком. Он был малозначимым, но регулярно повторяющимся, врагом Флэша и других супергероев.
В детстве Рой Биволо мечтал быть художником, что было недостижимо, учитывая то, что он страдал полной цветовой слепотой (ахроматопсией). он часто пытался рисовать то, что на его взгляд было красивым художественным произведением, но на самом деле представляло собой неестественное сочетание цветов. Его отец, оптик и гений в области оптических технологий, поклялся найти способ избавить сына от его недуга. Из-за проблем со здоровьем он так и не смог завершить это начинание, но успел создать для Роя специальные линзы, позволяющие ему создавать твёрдые конструкции из цветов радуги. Он подарил эти линзы сыну уже будучи на смертном одре, и это было прежде, чем Рой нашёл зловещее применение этому подарку.
Перейдя на тёмную сторону, потому что мир не ценил его искусство, Рой, теперь уже Радужный Рейдер, начал волну преступлений, сосредоточившись на музеях и картинных галереях, мотивируя это тем, что, если ему не дано познать красоту искусства живописи, то и все должны лишиться этой возможности. В это время он несколько раз сталкивается с Флэшем и это разжигает между ними противостояние, которая продлится несколько лет. Несколько лет спустя его основным врагом стал Бустер Голд. также Радужный Рейдер является центральным персонажем сюжета первого тома серии Underworld Unleashed, потому что демон-антагонист посчитал его вызывающим жалость злодеем.
Позже он становится малозначимым врагом Лиги Справедливости, появляясь среди участников различных групп злодеев и позднее приняв участие в бунте заключённых тюрьмы Белле Рев (он был побеждён после того, как Зауриель нанесла ему один-единственный удар).
Рой погиб от руки злодейки Блэксмит, которая пронзила его одним из произведений искусства. Радужного Рейдера также можно заметить среди умерших злодеев, ненадолго воскрешённых в качестве Черных Фонарей.
Кроме того, команда раскрашенных в разные цвета преступников в его честь назвала себя Радужными Рейдерами.
После смерти первого Капитана Бумеранга, каждый злодей посчитал его похороны тем событием, при котором столкнешься с прибывшим на них Флэшем. Среди прибывших на церемонию была группа злодеев, называющих себя Радужными рейдерами в честь мёртвого врага Флэша. Их чувства на церемонии, очевидно, отразили, что группа практически не знакома с местом действия, имеет невысокий статус и имеет мало опыта в области командной работы.
Редеры были замечены во время второго вторжения Преступного Синдиката на Землю, они столкнулись с Джонни Квиком и Кольцом Власти (замаскировавшимися под Флэша и Зеленого Фонаря соответственно)? напавшими на филиал Лаборатории СТАР в округе Миссула, что в Монтане. Сражение идёт не в пользу двух членов Синдиката. но местные жители, приняв их за всеми любимых супергероев, нападают на Рейдеров, позволив Кольцу Власти и Джонни Квику одержать верх и подчинить себе Радужных Рейдеров.
Судьба Радужных Рейдеров должна была быть описана в сюжетной линии «Темнейшая ночь», но вместо этого вышла в качестве «удаленного материала» в Untold Tales of the Blackest Night. Палагая, что во время атаки Черных Фонарей, лучше быть на «стороне победителя», Радужные Рейдеры совершили массовое самоубийство, но, вопреки их ожиданиям, они не воскресли, так как в их смерти не было эмоциональной составляющей, чтобы привлечь чёрные кольца — кольца сосредотачиваются на тех, кто может вызвать определённые эмоции в ещё живых героях и злодеях (таких как различные жертвы Лекса Лютора или павшие герои и злодеи вроде максвела Лорда или Удлиняющегося человека), а Радужные Рейдеры были лишь мелкими преступниками.
Силы и способности.
Возможности Радужного Рейдера являются результатом лишь использования специальных линз, которые позволяют создавать разноцветные конструкты из твёрдого цвета. Кроме того, Рой может окутать человека светом определённого цвета, в результате этот человек испытает определённый вид эмоций (например, синий цвет вызвает печаль, а красный — ярость и агрессию).
Команда Радужных Рейдеров. названная в честь оригинального Радужного Рейдера, носят костюмы, каждый из которых соостветствует цвету радуги, по которому назван и сам злодей. В соответствии с цветами радуги каждый из Радужных Рейдеров владеет своим набором способностей:
- Красный: увеличенная физическая сила и агрессия;
- Оранжевый: создание огня (пирогения) и манипуляция открытым пламенем (пирокинез);
- Жёлтый: сверхскорость и электрокинез (манипуляция электроэнергией);
- Зеленый: манипуляция растениями (флорокинез)
- Синий: смена внешности, основанное на воде (шейпшифтинг)
- Индиго: манипуляции тенями (тенекинез)
- Фиолетовый: управление ветрами и движением воздуха (аэрокинез).

Радужные Рейдеры также работали с главой флота по имени «Компьютрон», обновлённой версией Полковника Компьютрона, одного из врагов Флэша. Компьютрон был убит бразильским супергероем Файром во время миссии для Шахмат.
The New 52
Радужный Рейдер, теперь носящий имя Хрома, впервые появился накраткий период времени в выпуске Flash Vol.4 #23.1, после чего его убил Горилла Гродд.
В других комиксах:
- в кроссовере Armageddon 2001 Рейдер стал обезумевшим рабом преступного босса;[56]
- Доктор Квин (злодей из первой серии комиксов Dial H for Hero) появился в выпуске House of Mystery #167 в качестве разноцветного Радужного Рейдера. Свои способности он получил от редкого кристалла, который окрасил его тело в разные цвета радуги и дал ему сверхсилы в соответствии с цветом (Красный — тепловой луч, оранжевый — затемняющее облако, жёлтый — кража энергии и сверхсил, Зелёный — парализует окружающих на час, Синий и Индиго не показаны, Фиолетовый — уменьшает людей и предметы на час, Ультрафиолет (секретная способность) — невидимость).
- Радужный Рейдер появляется в начале второго тома комикса-продолжения мультсериала «Бэтмен: Отважный и смелый». он объединяется с Безумным Квилтом и Доктором Спектро, чтобы победить Бэтмена и Синего Жука.[57]

#### Вне комиксов
- Пол Энтони сыграл роль Роя Джи Биволо в эпизоде телесериала канала The CW «Флэш» под названием «Флэш против Стрелы», который является первой частью одноимённой серии кроссоверов с телесериалом «Стрела».[58] Хотя упоминается, что его псевдонимом могло быть имя Радужный Рейдер, ему дают кодовой имя Призма. Эта версия Радужного Рейдера не использует специальные линзы, а обладает метачеловеческой силой, полученной в результате взрыва ускорителя частиц Лаборатории СТАР, которая позволяет ему вызывать гнев и ярость в людях, которым он взглянет в глаза. При этом его глаза и глаза жертвы загораются красным. Он вызывает во Флэше неконтролируемую ярость, превращая его в разъярённого злодея, но Стрела достаточно натренирован, чтобы задержать обезумевшего супергероя до приезда Диггла и Доктора Уэллса, которые исправляют эффект от способности Призмы. Позже Биволо захвачен и помещён в тюрьму для металюдей. В серии «Атмосфера безумия» его и других заключённых пытаются перевезти в тюрьму на Лиань Ю, но все они сбегают.

### Другие
Подробную информацию смотри на страницах: Капитан Бумеранг, Магистр Зеркал, Обратный Флэш, Трикстер (DC Comics)

## Негодяи
Некоторые злодеи из серий комиксов о Флэше, которых возглавляет Капитан Холод, составляют независимую преступную организацию, именующую себя Негодяями (англ. Rogues, рус. жулики, негодяи), презирая само использование термина «суперзлодей», «суперпреступник».
Негодяи, если сравнивать с подобными объединениями злодеев, необычно социальны, поддерживают своеобразный «кодекс чести» и другие нормы поведения, а также предъявляют высокие требования для вступления в команду. Ни один Негодяй не может взять себе личность другого Негодяя («по наследству», к примеру), пока этот Негодяй ещё жив. Кроме того, приобретая костюм и оборудование Негодяя, или открыв идентичные способности, новый злодей не обязательно тоже станет Негодяем, даже если его предшественник уже мёртв. Они не должны убивать без необходимости. Также они не производят наркотиков и каким-либо другим образом не связаны с наркобизнесом, потому что это нарушит предыдущее правило.
Несмотря на то, что имеется тенденция к тому, что они менее узнаваемы, чем враги Бэтмена или Супермена, все эти злодеи представляет собой своеобразную галерею негодяев благодаря уникальной смеси ярких костюмов, самых разных возможностей и необычных сверхсил. Как правило, они никогда не имеют каких-либо грандиозных стремлений, довольствуясь дерзкими и продуманными ограблениями.

### Комиксы
1. ↑  Geoff Johns (w), Scott Kolins (p). "Crossfire" The Flash v2, 183-188 (April - September 2002)
2. ↑  Geoff Johns (w), Angel Unzueta (p). "Brother Grimm" The Flash v2, 168 (January 2001)
3. ↑  Geoff Johns (w), Angel Unzueta (p). "Wonderland" The Flash v2, 164-169 (September 2000 - February 2001)
4. 1 2  Brian Augustyn, Mark Waid (w), Pop Mahn (p). "Nature vs. Nurture" The Flash v2, 144 (January 1999)
5. ↑  Mark Waid (w), Jim Aparo (p). "Burning Secrets" Speed Force 1 (November 1997), DC Comics
6. ↑  Brian Augustyn, Mark Waid (w), Paul Pelletier (p). "Finish Line" The Flash v2, 150 (July 1999)
7. ↑  Mark Waid (w), Greg LaRocque (p). "Nowhere Fast" Flash v2, 71 (December 1992)
8. ↑  Mark Waid (w), Sal Velluto (p). "Chemistry" Flash v2, 72 (January 1993)
9. ↑  Flash #133 (January 1998)
10. ↑  Flash #129 (September 1997)
11. ↑  Flash: The Fastest Man Alive #3 (October 2006)
12. ↑  Flash: The Fastest Man Alive #8 (March 2007)
13. ↑  Brian Augustyn, Mark Waid (w), Paul Pelletier (p). "The Folded Man" The Flash v2, 153 (October 1999)